# Княжество-епископство Бранденбург
Княжество-епископство Бранденбург (нем. Hochstift Brandenburg, нем. Fürstbistum Brandenburg) — духовное княжество в составе Священной Римской империи, существовавшее с 1165 года до секуляризации маркграфами Бранденбурга в 1571 году; юридическое признание секуляризация епископства получила в 1598 году. Княжество находилось на территории современной земли Бранденбург.

## История
Зимой 928 года саксонский герцог Генрих I захватил Бранимор — крепость славян на восточном берегу реки Эльбы. Позднее на этой территории император Оттон I основал епархию Бранденбурга со статусом княжества-епископства. Устав епархии датирован 1 октября 948 годом. Тем не менее, среди историков нет единого мнения по поводу даты основания епископства. Титмар Мерзебургский упоминает о ней в хронике под 938 годом. Возможно епископство появилось в 965 году во время раздела Саксонской Восточной марки. Главной целью основания епархии Бранденбурга была христианизация полабских славян и включения их земель в состав германского королевства. Сопротивление местного населения захватчикам привело к восстанию 983 года. Повстанцы захватили города Хафельберг и Бранденбург; бранденбургский епископ Фолькмар бежал, бросив кафедру и соратников. Попытка христианизации славян на восточном берегу реки Эльбы провалилась, но епархии Хафельберга и Бранденбурга не были упразднены. На их кафедры по прежнему возводились епископы; бранденбургские епископы жили при дворе архиепископов Магдебурга или исполняли обязанности вспомогательных епископов в западных частях империи.
Только в начале XII века они смогли вернуться на территорию своей епархии и продолжить миссионерскую деятельность. Это было связано с политикой саксонского герцога и бранденбургского маркграфа Альбрехта Медведя, который способствовал расселению немцев в своих землях. Другим важным событием, способствовавшим христианской миссии среди язычников, было появление новых монашеских орденов, таких, как премонстранты; члены последнего нередко становились бранденбургскими епископами. При епископе Виггере, занимавшем кафедру с 1138 по 1160 год, в Лайцкау был построен монастырь премонстрантов, главный храм которого носил статус временного собора епархии. Возможно, по просьбе принявшего христианство Прибыслава, князя стодорян, Виггер основал монастырь премонстрантов в селении Пардвин, которое позднее стало частью Старого города в Бранденбурге.
Следующий епископ Вильмар в 1165 году перенёс кафедру епархии в главный храм монастыря — церковь Святого Готтарда. В это же время было начато строительство нового собора епархии в честь Святых Петра и Павла. В 1186 году капитул собора римским папой Климентом III был укреплён за орденом премонстрантов. Собор на севере монастырского комплекса соединён с рефректорием, дормиторием, клуатром и подсобными постройками. Высокое многоэтажное здание на северо-западе монастыря в средневековых документах называлось «Шпигельбургом»; вероятно, здесь находилась резиденция епископа. Сам монастырь стал главной обителью премонстрантов в регионе. Кроме официальной резиденции — Епископском двора в Старом городе Бранденбурга, бранденбургские епископы имели и другие резиденции. С 1216 по 1275 год они жили в замке Прицербе, с 1327 года — в замке Циезар, приезжая в Бранденбург-на-Хафеле во время религиозных торжеств, во время которых они возглавляли богослужение в церкви Святого Готтарда из уважения к этому храму, в котором находилась их кафедра до возведения нового собора.
В XV веке княжество-епископство Бранденбурга имело 18 деканатов с 285 приходами. С 1527 года на территории епархии стал распространяться протестантизм. В 1540 году епископство получило новый устав. Последним фактическим епископом был Маттиас фон Ягов, который встал на сторону протестантской Реформации, женился и действовал в интересах бранденбургского курфюрста Иоахима II. В 1560 году регентом княжества-епископства стал курфюрст Иоганн Георг, при котором началась секуляризация духовного княжества, завершившаяся его упразднением в 1571 году. Юридическое признание действия бранденбургского маркграфа получили в 1598 году.